# Мельник Ярослав Миколайович
Яросла́в Микола́йович Ме́льник (псевдо.:Роберт; нар. січень 1919, Бережниця — пом. 1 листопада 1946, г. Яворина біля с. Липа, Долинський р-н, Івано-Франківська область) — український політичний і військовий діяч, майор-політвиховник УПА (посмертно ч. 3/52 від 12.10.1952), крайовий провідник ОУН Карпатського краю. Лицар Бронзового Хреста Заслуги (1945) та Золотого Хреста Заслуги 1 класу (1947, посмертно). Почесний громадянин Долини.

## Життєпис
Народився Ярослав Мельник у січні 1919 року в селі Бережниця Шляхетська Калуського повіту в багатодітній сім'ї. Хрестив його парох Старого Угринова та Бережниці о. Андрій Бандера.

### Навчання
У 1926 році пішов до Бережницької школи, яку згодом успішно закінчив, виявивши великі здібності до науки.
У 1937 на кошти односельців вступає до Рогатинської гімназії. Під час навчання активно займається підпільною працею в ОУН, зокрема зберігає і розповсюджує підпільну літературу та виконує інші функції.
На початку 1939 року його заарештовує поліція. У зв'язку з арештом Ярослава Мельника виключають із гімназії.

### Освітня праця
Після повернення до рідного села отримав посаду вчителя у початковій школі. Одночасно він виконує обов'язки заступника повітового (районового) провідника, а згодом провідника ОУН Калущини (1939—1941).
Весною 1941 року за доносом провокаторів за Ярославом чекісти приїхали до школи, але він встиг утекти, після чого пішов у підпілля. Родину Мельника більшовики вивезли до Сибіру.

### Під німецькою окупацією
З початком військових дій у червні 1941 року розгалужена мережа ОУН розпочала активну організаційну роботу.
30 червня у Львові проголошено Акт відновлення Української Держави. У зв'язку з цим, 1 липня 1941 року в Калуші на велелюдному вічі було зачитано цей документ. На урочистій події були присутніми повітовий провідник Ярослав Мельник і наймолодший з братів Бандерів — Богдан. У той час Ярослав займав пост організаційного референта Калуської округи, а восени 1941 року за наказом обласного проводу ОУН призначається окружним провідником ОУН Коломийщини.
Від липня 1942 по жовтень 1943 року обласний провідник ОУН Станіславівщини, після чого покликаний до Крайового проводу ОУН. Бере безпосередню активну участь у формуванні УНС, а згодом УПА в Карпатському краю. По трагічній загибелі Романа Мокрія — «Байди» (1944) Ярослав повертається на становище обласного провідника ОУН .

### У боротьбі проти більшовиків

Відтворена криївка Ярослава Мельника біля гори Яворина

Під час проходження радянсько-німецького фронту провідник «Роберт» таборував з куренем «Гамалії» на горі Малиновій у Карпатах. В серпні 1944 року він повертається в Чорний ліс, де одразу ж розпочинається активна боротьба з радянськими військами.
В кінці жовтня 1944 року в Чорному лісі (в урочищі Гуркало неподалік с. Грабівка) проводився великий збір Крайового проводу ОУН. Основна мета якого — виробити тактику боротьби з новим загарбником. Та велика облава військ НКВД на світанку 1 листопада спричинила криваве завершення збору, загинуло троє провідників і двадцять троє повстанців із сотні «Гамалії», що стояли в охороні. Серед загиблих і сам курінний «Гамалія».
Влітку 1945 року Ярослав Мельник одружився з Антоніною Король родом з Войнилова. Шлюб брали у селі Грабівці. Весілля відбулося скромно. Серед нечисленних гостей — тільки товариші по боротьбі. Дружина Роберта була водночас лікаркою та друкаркою, адже позаду були три роки навчання медицині у Празі, яке не закінчила через наближення фронту. У травні 1946 року Антоніна народила двійню: сина і дочку, яких охрестили Романом та Вірою.
У той час (1945—1946 роки) Ярослав Мельник обіймав посаду провідника ОУН Карпатського краю.

### Загибель
У жовтні 1946 року НКВС отримав інформацію, що криївка «Роберта» споруджена десь у малодоступній місцині над потоком Глибокий, що впадає в ріку Мизунка коло гори Яворини, південніше села Липа Долинського району. Протягом тижня полк МГБ проводив ретельний пошук повстанської криївки.
31 жовтня 1946 року криївку Ярослава Мельника-«Роберта» було знайдено та оточено військами НКВД. На той час у криївці, окрім «Роберта», перебувала його дружина з малою грудною дитиною, провідник СБ «Скала» та кілька стрільців охорони. Бій з військами НКВД тривав до ночі 1 листопада 1946 року. НКВДисти пропонували здатися, але повстанці відмовились. Ярослав Мельник-«Роберт» загинув геройською смертю разом з дружиною Антоніною, кількамісячним сином та побратимами.

## Нагороди
- Бронзовий Хрест заслуги (1945)
- Золотий Хрест заслуги 1-го ступеня (1947, посмертно).

## Вшанування пам'яті
Його іменем названі вулиці в Калуші, Липі.
У липні кожного року, починаючи з 1988, велика кількість людей бере участь у поході з села Липа до місця загибелі Ярослава Мельника «Роберта» біля гори Яворина. У самому селі проводиться свято повстанської пісні, яке має обласний статус.
15 липня 2007 року у центрі села Липа Долинського району Ярославу Мельнику «Роберту» було відкрито пам'ятник. В урочистостях взяла участь його дочка — Віра Мельник-Тимчишин.
У рідному селі поруч із церквою земляки встановили погруддя героя.
2011 посмертно отримав звання Почесного громадянина Долини.
Доля Ярослава Мельника і дружини лягли в основу фільму Оксани Войтенко «Схрон», який став переможцем Київського міжнародного кінофестивалю "Молодість" у 2020 році. Того ж року фільм був серед номінантів на премію кінокритиків "Кіноколо" та 5-ту Національну кінопремію "Золота дзиґа".

Пам'ятник Ярославу Мельнику-«Роберту» у селі Липа
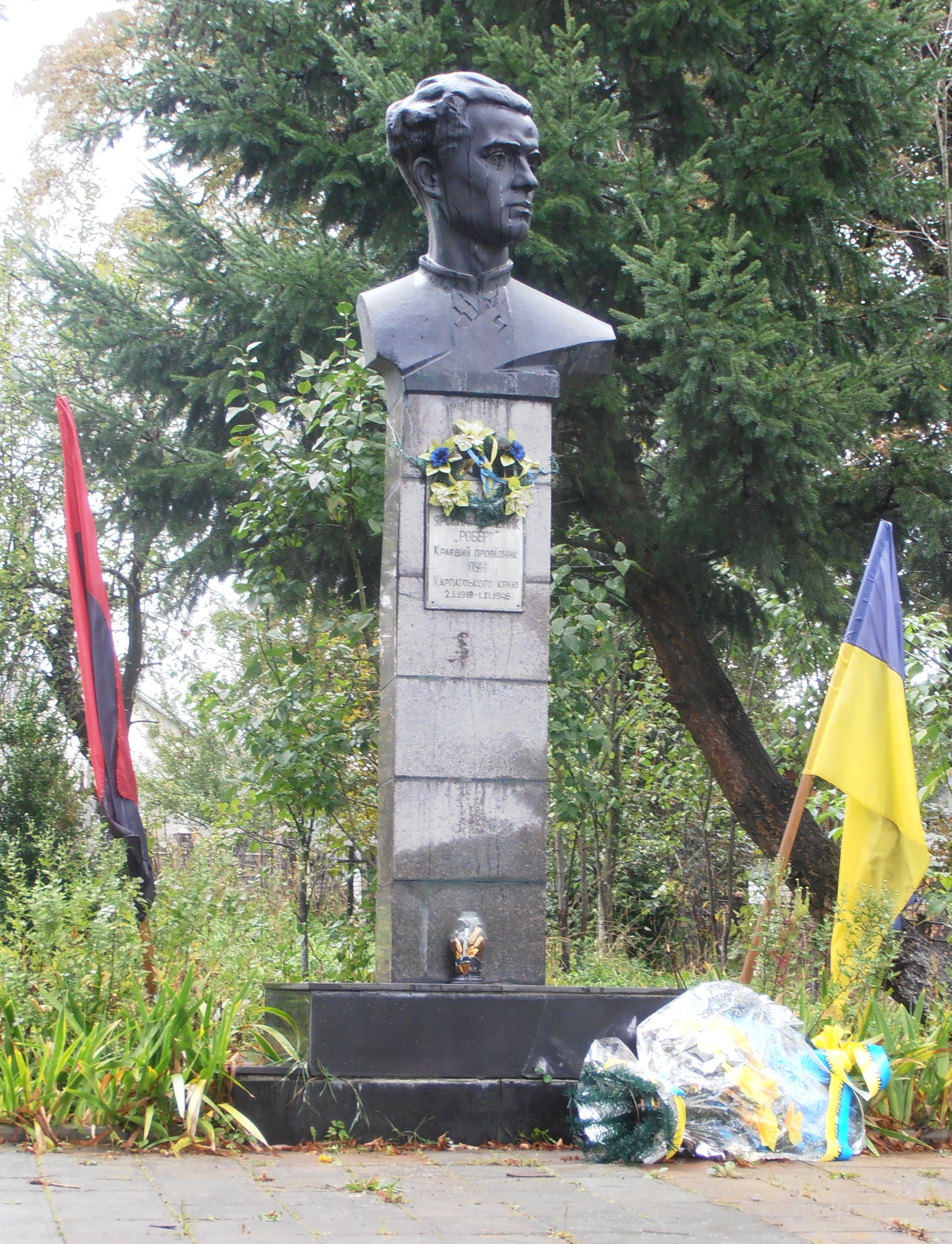
Монумент Ярославу Мельнику-«Роберту» у селі Бережниця
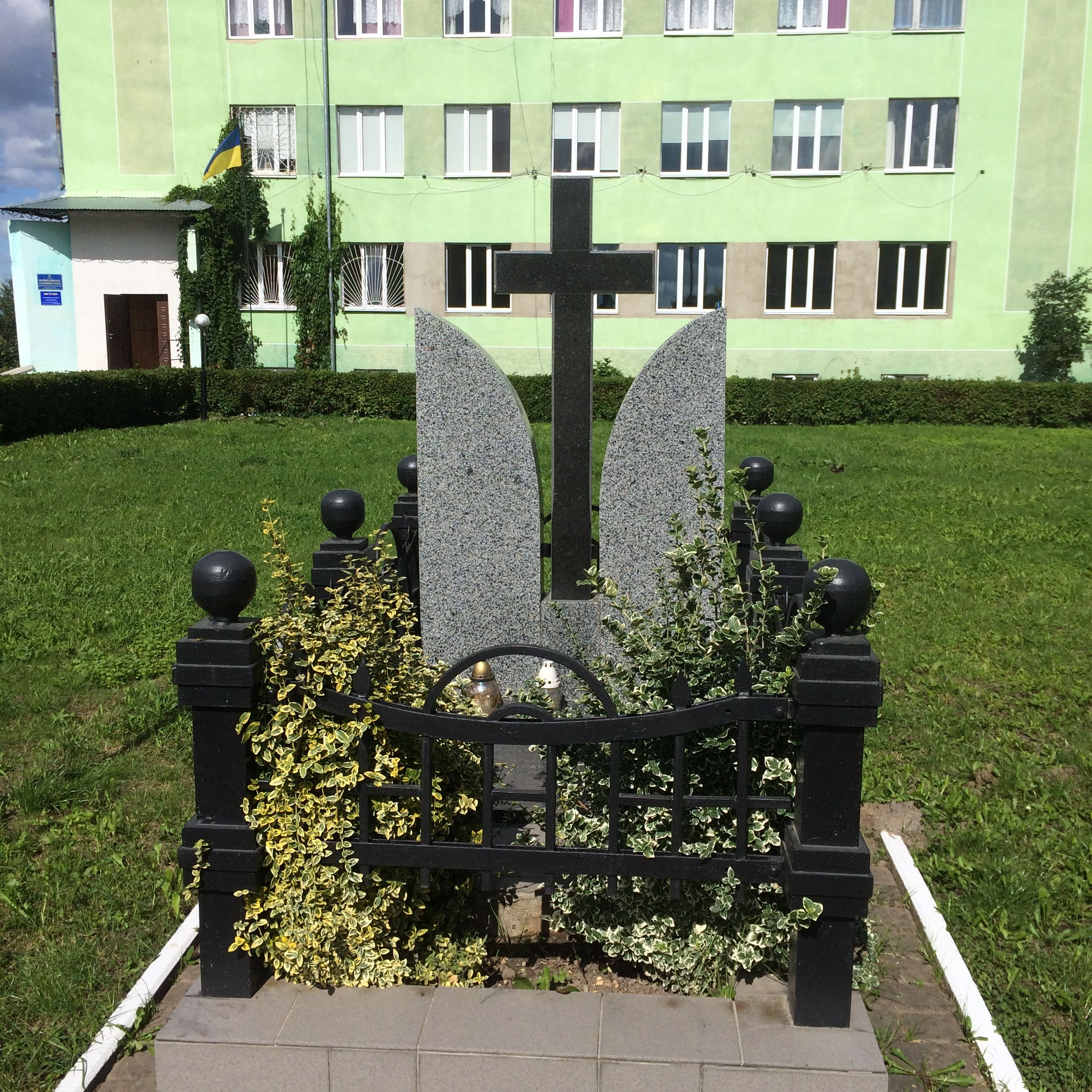
Пам'ятник Ярославу Мельнику у Войнилові
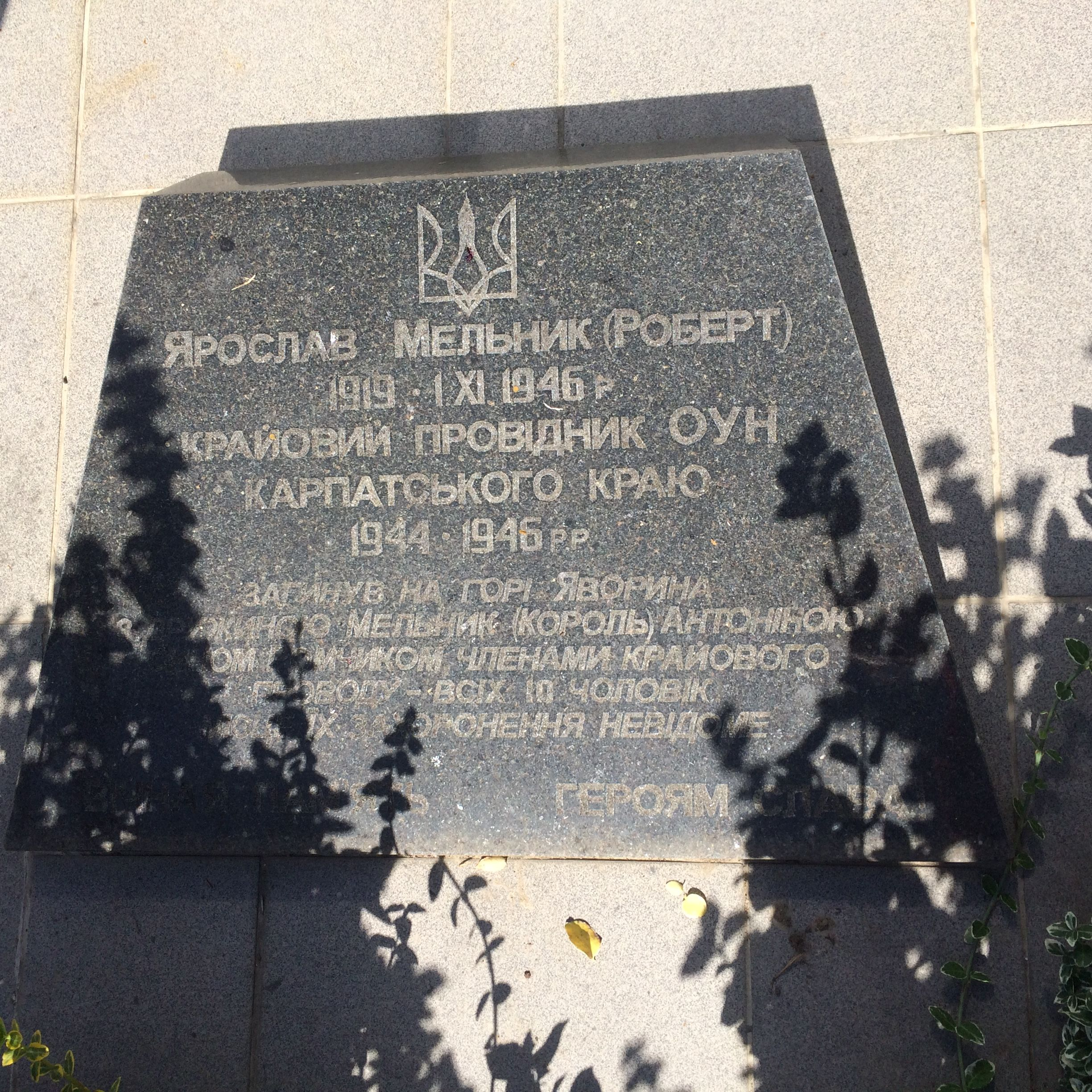
Меморіальна дошка на пам'ятнику у Войнилові